# Papillödem

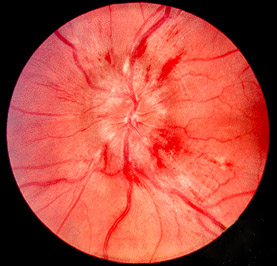
Papillödem.

Papillödem är en svullnad av synnerven, som oftast beror på högt tryck i kraniet (intrakraniellt tryck). Papillödem syns vid ögonbottenundersökning: synnervens utgång (blinda fläcken) är normalt en skarpt avgränsad gulvit cirkel mot näthinnans orangeröda fond. Vid papillödem är gränsen suddig, och blinda fläcken får ett "fluffigt" utseende.